# ジャムパン
ジャムパンは、中にジャムが入っている菓子パンの一種。なお、呼称「ジャムパン」は和製語である。
日本特有の菓子パンとされる。似たようなものにイギリスのスコットランドにジャムを食パンで挟んだジャムサンドイッチがあるが、こちらは別物である。

## 歴史
日露戦争当時、ジャム入りビスケットを関連会社から陸軍に納めていた木村屋（現・木村屋總本店）の三代目主人・木村儀四郎が、これに用いていたジャムをパンにも活用したいと考え、1900年（明治33年）より製造・販売された。当時、普仏戦争に勝利したドイツへ留学した陸軍軍人の土産である菓子を参考にしたという。戦時食料の研究のために儀四郎が作った東洋製菓で実験を重ねていた時、ビスケットの生地にジャムをはさんで焼く作業を見て、これをあんの代わりに酒種生地に入れてみたらと思いつき、銀座の店で売り出したところ評判となったという。このときに用いられたジャムはアンズのものであり、「ジャミパン」と呼ばれていた。
丸型のあんパンと区別を付けるために木の葉型に作られ、他社もそれに追随したことから、後年でも木の葉型に近い楕円形が一般的となっている。
昭和10年代までのジャムパンには、アンズジャムが用いられるのが一般的だった。イチゴジャムが用いられるようになったのは、日本国内でイチゴの栽培が始まった大正時代辺りからであり、イチゴジャムが一般的になるのは、さらに後の昭和20年代後半辺りからである。